# Diócesis de Hải Phòng
La diócesis de Hải Phòng (en latín: Dioecesis Haiphongen(sis) y en vietnamita: Giáo phận Hải Phòng) es una circunscripción eclesiástica latina de la Iglesia católica en Vietnam, sufragánea de la arquidiócesis de Hanói. La diócesis tiene al obispo Vincent Nguyên Van Ban como su ordinario desde el 19 de marzo de 2022. 

## Territorio y organización
La diócesis tiene 9079 km² y extiende su jurisdicción sobre los fieles católicos de rito latino residentes en el municipio de Hải Phòng y en las provincias de Quảng Ninh y Hải Dương.
La sede de la diócesis se encuentra en la ciudad de Hải Phòng, en donde se halla la Catedral de la Reina del Rosario.
En 2019 en la diócesis existían  92 parroquias.

## Historia
El vicariato apostólico de Tonkín Oriental fue erigido el 24 de julio de 1678, obteniendo el territorio del vicariato apostólico de Tonkín (hoy arquidiócesis de Hanói).
El 5 de septiembre de 1848 cedió una parte de su territorio para la erección del vicariato apostólico de Tonkín Central (hoy diócesis de Bùi Chu) mediante el breve Apostolatus officium del papa Pío IX.
El 1 de junio de 1883 cedió otra parte de su territorio para la erección del vicariato apostólico de Tonkín Septentrional (hoy diócesis de Bắc Ninh) mediante el breve Ut catholica religio del papa León XIII.
El 3 de diciembre de 1924 asumió el nombre de vicariato apostólico de Hải Phòng en virtud del decreto Ordinarii Indosinensis de la Congregación de Propaganda Fide.
El 24 de noviembre de 1960 el vicariato apostólico fue elevado a diócesis con la bula Venerabilium Nostrorum del papa Juan XXIII.

## Estadísticas
De acuerdo al Anuario Pontificio 2020 la diócesis tenía a fines de 2019 un total de 137 606 fieles bautizados.
| Año                                                                             | Población            | Población | Población      | Sacerdotes | Sacerdotes    | Sacerdotes    | Bautizados por sacerdote | Diáconos permanentes | Religiosos | Religiosos | Parroquias |
| Año                                                                             | Bautizados católicos | Total     | % de católicos | Total      | Clero secular | Clero regular | Bautizados por sacerdote | Diáconos permanentes | Varones    | Mujeres    | Parroquias |
| ------------------------------------------------------------------------------- | -------------------- | --------- | -------------- | ---------- | ------------- | ------------- | ------------------------ | -------------------- | ---------- | ---------- | ---------- |
| 1963                                                                            | 54 617               | 2 037 483 | 2.7            | 8          | 8             |               | 6827                     |                      |            | 4          | 61         |
| 1979                                                                            | 145 000              | 3 152 390 | 4.6            | 7          | 7             |               | 20 714                   |                      |            |            |            |
| 1994                                                                            | 160 000              | 3 500 000 | 4.6            | 137        | 108           | 29            | 1167                     |                      | 29         | 50         | 63         |
| 2001                                                                            | 120 000              | 4 600 000 | 2.6            | 23         | 23            |               | 5217                     |                      |            | 50         | 64         |
| 2003                                                                            | 110 635              | 5 000     | 2.2            | 29         | 29            |               | 3815                     |                      |            | 50         | 62         |
| 2004                                                                            | 113 092              | 4 654 317 | 2.4            | 29         | 29            |               | 3899                     | 11                   |            | 50         | 62         |
| 2006                                                                            | 117 047              | 4 935 200 | 2.4            | 42         | 40            | 2             | 2786                     |                      | 2          | 75         | 62         |
| 2013                                                                            | 136 400              | 5 356 000 | 2.5            | 65         | 60            | 5             | 2098                     |                      | 5          | 23         | 85         |
| 2016                                                                            | 135 000              | 5 150 000 | 2.6            | 76         | 71            | 5             | 1776                     |                      | 5          | 95         | 86         |
| 2019                                                                            | 137 606              | 5 201 500 | 2.6            | 94         | 87            | 7             | 1463                     |                      | 7          | 122        | 92         |
| Fuente: Catholic-Hierarchy, que a su vez toma los datos del Anuario Pontificio. |                      |           |                |            |               |               |                          |                      |            |            |            |

## Episcopologio
- François Deydier, M.E.P. † (25 de noviembre de 1679-1 de julio de 1693 falleció)
- Raimondo Lezzoli, O.P. † (20 de octubre de 1696-18 de enero de 1706 falleció)
- Juan Santa Cruz, O.P. † (3 de abril de 1716-14 de agosto de 1721 falleció)
- Tommaso Bottaro, O.P. † (14 de agosto de 1721 por sucesión-8 de agosto de 1737 falleció)
- Hilario Costa, O.A.D. † (8 de abril de 1737 por sucesión-1740 falleció)
- Santiago Hernández, O.P. † (13 de agosto de 1757-6 de febrero de 1777 falleció)
- Manuel Obellar, O.P. † (29 de enero de 1778-7 de septiembre de 1789 falleció)
- Feliciano Alonso, O.P. † (1 de octubre de 1790-2 de febrero de 1799 falleció)
- San Ignacio Clemente Delgado Cebrián, O.P. † (2 de febrero de 1799 por sucesión-12 de julio de 1838 falleció)
- San Jerónimo Hermosilla, O.P. † (2 de agosto de 1839-1 de noviembre de 1861 falleció)
- Hilarión Alcáraz, O.P. † (1 de noviembre de 1861 por sucesión-15 de octubre de 1870 falleció)
- Antonio Colomer, O.P. † (30 de enero de 1871-1 de junio de 1883 nombrado vicario apostólico de Tonkín Septentrional)
- José Terrés, O.P. † (1 de junio de 1883 por sucesión-2 de abril de 1906 falleció)
- Nicasio Arellano, O.P. † (11 de abril de 1906-14 de abril de 1919 renunció)
- Francisco Ruiz de Azúa Ortiz de Zárate, O.P. † (14 de abril de 1919 por sucesión-22 de mayo de 1929 falleció)
- Alejandro García Fontcuberta, O.P. † (31 de mayo de 1930-14 de febrero de 1933 falleció)
- Francisco Gómez de Santiago, O.P. † (18 de febrero de 1933 por sucesión-1952 renunció)
- Joseph Truong-cao-Dai, O.P. † (8 de enero de 1953-1960 renunció)
- Pierre Khuât-Vañ-Tao † (7 de mayo de 1955-19 de agosto de 1977 falleció)
- Joseph Nguyên Tùng Cuong † (10 de enero de 1979-10 de febrero de 1999 falleció)
- Joseph Vu Văn Thiên (26 de noviembre de 2002-17 de noviembre de 2018 nombrado arzobispo de Hanói)
  - Sede vacante (2018-2022)
- Vincent Nguyên Van Ban, desde el 19 de marzo de 2022